# 長谷川藤広
長谷川 藤広（はせがわ ふじひろ、永禄10年（1567年） - 元和3年10月26日（1617年11月24日））は、戦国時代から江戸時代前期にかけての武将、旗本。江戸幕府の長崎奉行を勤めた。通称は左兵衛。長谷川藤直の子。子に広貞、広永、広直、広清がいる。

## 生涯
永禄10年（1567年）、長谷川藤直の子として伊勢国一志郡にて誕生。妹に夏（清雲院、徳川家康側室）がいる。
はじめ父とともに北畠具教、長野具藤に仕える。その後、慶長8年（1603年）より徳川家康に仕え、同11年（1606年）に江戸幕府長崎奉行になり、同19年（1614年）まで務める。
長崎奉行在任中には、オランダ人やイギリス人に通商許可の朱印状がくだされ、糸割符仕法が施行される。と同時にキリスト教の取り締まりに腕をふるい、対外貿易の管理と西国大名に対する監視を強化した。家康の代官として生糸などの明（中国）からの貿易品を先買調達することが要務で、家康は慶長11年（1606年）3月に島津氏に対して唐船が来着した場合には藤広の指揮を仰ぐように通達していた。ポルトガル商船に対しては、監視人を派遣して乗船者の上陸を禁じ、これを拒絶されると荷揚げに対する監視人配置、積み荷目録の提出、積み荷検分前の売却禁止を命じるなど、これまでの商慣習を破ったことで商人の反発を買った。
慶長14年12月（1610年1月1日）、貿易におけるポルトガルとの利害の対立などに端を発し、マカオにおけるポルトガルのカピタン・モール（総司令官）であったアンドレ・ペソア (Andre Pessoa) を追うことになった際、有馬晴信とともにノサ・セニョーラ・ダ・グラサ号（マードレ・デ・デウス号）を焼き討ちし、船を沈めた（ノサ・セニョーラ・ダ・グラサ号事件）。これは家康による商品の先買で損害を被ったことで商人達の不満が募り、その件で藤広とペソアとの関係が悪化したことも事件の要因の1つでもあった。
また、家康に命じられた香木の伽羅の買付をめぐって有馬晴信と不仲となり、不倶戴天の敵というほどになっていた（レオン・パジェス『日本切支丹宗門史』）。これが岡本大八事件の際、晴信が長崎奉行・長谷川藤広の暗殺を企てたという岡本大八の告発の一因となった。晴信の処刑後、藤広は所領を継いだ息子の有馬直純の後見人となり、同時にその目付として肥前有馬氏の所領でのキリスト教弾圧を推進した。やがて有馬の地を長崎の管内への併合を家康に働きかけ、これにより直純は慶長19年（1614年）7月、日向延岡に転封、有馬の地は天領とされた。翌年の大坂の陣には大砲を発注した堺のオランダ人を引き連れて参陣し、発砲させている。
また慶長19年、山口直友とともに薩摩藩や肥前の兵およそ1万人を率いてキリシタンを追捕し、教会を破却。堺奉行を兼任。大坂の役で荒廃した堺の街の復興を命じられ、翌元和元年正月より周辺に避難させていた14か村を呼び戻し、焼失した堺本願寺別院の梵鐘を鋳造寄進している。

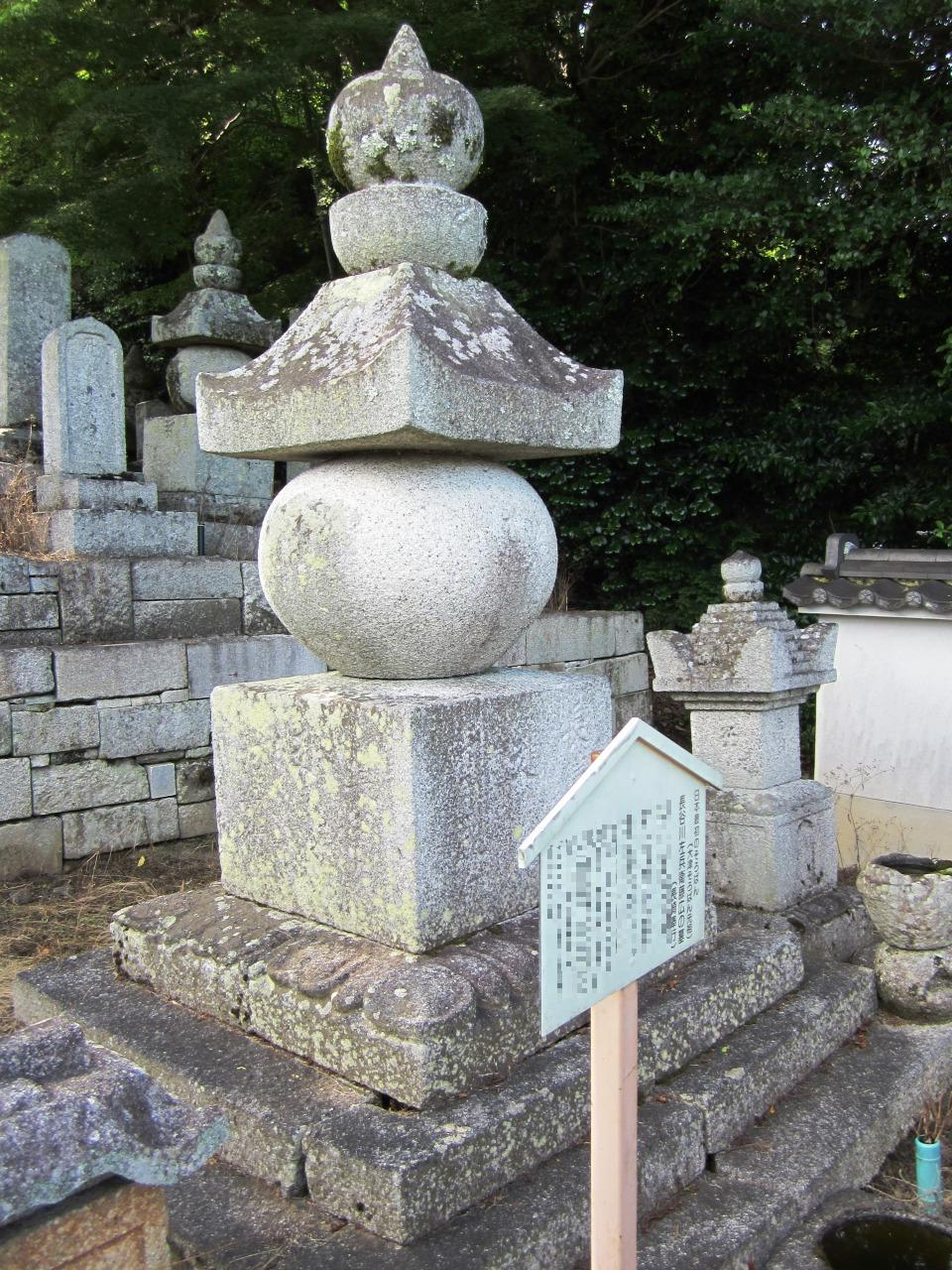
西教寺の墓所

長崎奉行は甥の権六を推挙して着任させ、元和3年（1617年）10月26日死去。享年51。法名は秀月盛白。近江国坂本の西教寺に埋葬。

## 長谷川藤広が登場する作品
- 典厩五郎著 『NAGASAKI 夢の王国』 毎日新聞出版  2013年2月8日発売 ISBN 978-4-620-10792-9